# Ma'azuza Malika
Ma'azuza Malika (en arabe : معزوزة مالكة), est une marocaine ayant vécu entre le XVIIe siècle et le XVIIIe siècle. Elle est l'une des épouses de Moulay Ismaïl, sultan du Maroc et la mère du sultan Moulay Abdelmalik.

## Biographie
Ma'azuza Malika, épouse Moulay Ismail vers 1695. Il est vraisemblable qu'elle demeura son épouse jusqu'à la fin des années 1720. Sa présence autour du souverain est attestée par John Braithwaite, membre du consulat britannique au Maroc, qui explique que Ma'azuza n'était plus dans les faveurs de Moulay Ismail. Cette perte de faveur peut être expliquée par le fait que Ma'azuza pourrait être l'épouse de Moulay Ismail qui eut une affaire extraconjugale avec un homme natif de l'Adrar. En effet, autour de la même période vint à Marrakech une ambassade de dignitaire de l'Adrar ainsi que l'émir du Trarza. L'un d'entre eux, Sidi Abdallah ould Rasga originaire de Chinguetti aurait noué des relations avec une épouse du sultan Moulay Ismail. Les deux amants avaient convenu du stratagème pour règler leurs entrevus a l'insu de tous. Cette histoire d'amour est très connue en Adrar.

## Descendance
Ma'azuza Malika et Moulay Ismail ont pour fils:
- le sultan Moulay Abdelmalek;
- Moulay Abd al Rahman;
- Moulay Hussein.